# Lina Beck-Bernard
Lina Bernard, par mariage Lina Beck-Bernard ou Lina Bernard de Beck, est une voyageuse, écrivaine et journaliste française mariée en Suisse, née le 10 février 1824 à Bitschwiller-lès-Thann et morte à Lausanne le 27 septembre 1888.
Elle est connue pour le récit de son séjour en Argentine dans la province de Santa Fe entre 1857 et 1862 et pour plusieurs écrits sur des questions sociales.

## Biographie

### Origines et premières années
Lina Bernard naît en Alsace en 1824. Elle perd très jeune son père, mort assassiné. Elle est élevée par sa grand-mère maternelle et apprend le latin, le grec, le dessin et les sciences. À l'âge de 16 ans, elle émigre en Suisse, à Bâle puis à Lausanne. Elle étudie le droit pénal et s'intéresse à la réforme du système pénitentiaire. En 1852, elle épouse Charles Beck, négociant de Bâle et administrateur avec Aquiles Herzog de l'agence Beck et Herzog qui organise la migration de colons suisses, allemands et français vers l'Amérique du Sud pour y fonder des colonies agricoles.

### Cinq ans en Argentine

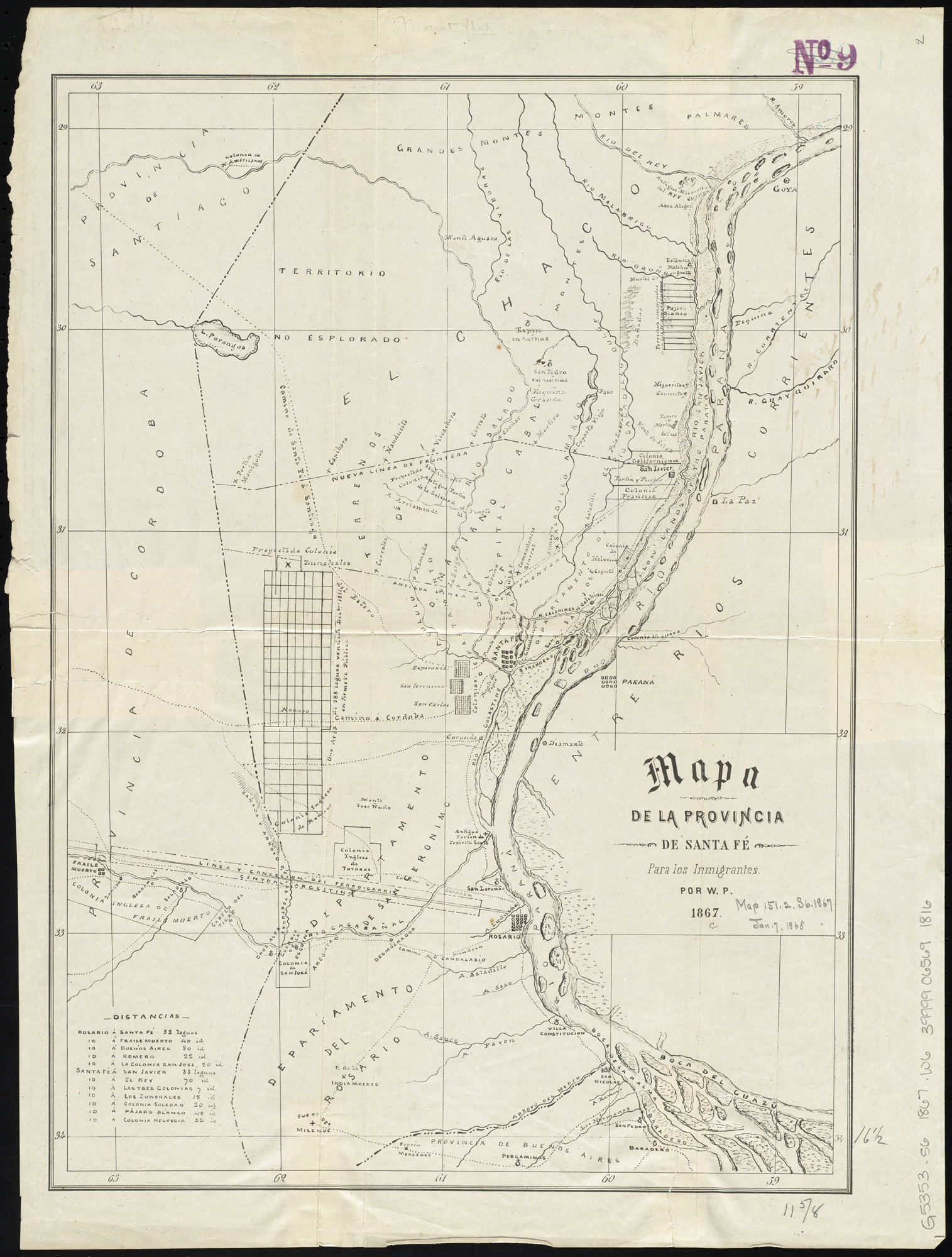
Carte de la province de Santa Fe « pour les immigrants », 1867. La région du Chaco, au nord-ouest, est encore un « territoire non exploré ».

En 1856, l'agence Beck et Herzog lance un projet d'installation de 200 familles suisses à San Carlos, aujourd'hui San Carlos Sud (es) dans le département de Las Colonias, province de Santa Fe. Le gouverneur Juan Pablo López, frère du caudillo Estanislao López, et le ministre Juan Francisco Seguí (es) donnent leur accord pour un premier établissement de 50 familles d'agriculteurs suisses. La compagnie attribue à chaque famille des matériaux de construction, des semences et du bétail ; elle fixe des « normes morales » et des règles pour l'éducation des enfants ; en outre, chaque famille doit consacrer 20 jours par an à des travaux d'intérêt commun. Ce programme s'inscrit dans le cadre des projets de développement formulés par le militaire et explorateur Aarón Castellanos (es).
En 1857, la famille Beck-Bernard part du sud de l'Angleterre pour l'Amérique du Sud. Lina commence à rédiger un journal de voyage pour décrire sa traversée puis son installation à Santa Fe. La traversée de l'Atlantique dure un peu moins de deux mois avec escales à Lisbonne, aux Canaries, aux îles du Cap-Vert, à Bahia, Rio de Janeiro et Montevideo. À Buenos Aires, la famille passe 14 jours en quarantaine à cause de la fièvre jaune puis remonte le fleuve Paraná à bord de la goélette El Rey David et arrive à Santa Fe.

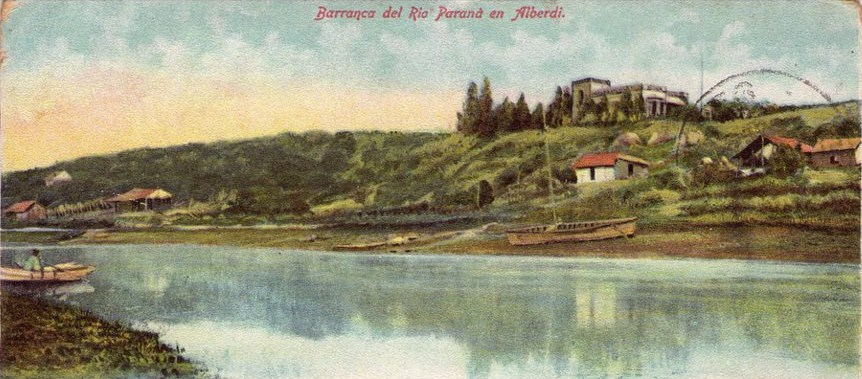
Berge du Paraná à Alberdi près de Rosario, province de Santa Fe, v. 1915.

Lina Beck-Bernard regarde la vie à Santa Fe avec bienveillance. Elle apprécie le plan en damier des rues et les nouveaux édifices bâtis par des artisans génois. Elle trouve les femmes du peuple très pauvres et dépourvues d'instruction scolaire mais pleines de délicatesse, acceptant leur sort sans amertume, capables de bon sens et d'observation. Comme elle distribue des remèdes, les habitants en viennent à la considérer comme « madame la doctoresse » (« señora médica ») et, presque tous les matins, une main anonyme dépose un bouquet de fleurs devant leur porte : « leur intelligence est comme leur terre, excessivement riche et fertile dès qu'on le cultive mais en friche la plupart du temps ».
Elle note aussi, au cours d'un bal, le contraste entre les élites locales créoles et les autochtones amérindiens « comme Santa Fe à côté du Chaco » :

« Je me retourne vivement et je vois une Indienne qui avait son nourrisson enveloppé dans son châle et couché sur son épaule, selon la coutume des femmes du désert. Cette Indienne avait le teint bronzé, la figure triste, la bouche entr'ouverte avec une sorte de dédain, les dents d'une blancheur éclatante, le regard mélancolique, les cheveux incultes tombant tout droits comme des crins ; une couverture entortillée autour d'elle en guise de jupe, la tête de son petit enfant paraissant au-dessus de son épaule, elle se tenait droite et fière derrière le fauteuil de Dona Mercedès qui, drapée dans une magnifique robe de brocart, resplendissait sous ses dentelles de perles et de brillants (...) Ces deux femmes personnifiaient, de manière saisissante, deux races que trois cents années de luttes ont laissé ennemies l'une vis-à-vis de l'autre, et qui resteront irréconciliables, comme les peuples dépossédés et les peuples envahissants le seront toujours. »

À Santa Fe, la famille Beck-Bernard arrive pendant la période des guerres civiles argentines. Elle est proche du militaire et écrivain Pedro Echagüe, figure importante du Parti unitaire.

« Un quidam, se disant colonel, général même, devenait caudillo (chef de gens de guerre), assemblait les milices de sa province et les faisait marcher sur une autre. C'était toujours de la cavalerie, augmentée de vagabonds, de fugitifs, de gens sans aveu, n'ayant rien à perdre et tout à gagner. On attaquait le gouverneur ou le commandant de quelque ville qu'on déclarait ennemie sans savoir pourquoi (...) Lorsque le pays était suffisamment ravagé, le bétail des estances mangé ou emmené, les familles des habitants en fuite, et leurs demeures, qu'ils avaient abandonnées, entièrement pillées, les caudillos s'en allaient plus loin recommencer les mêmes incursions. »

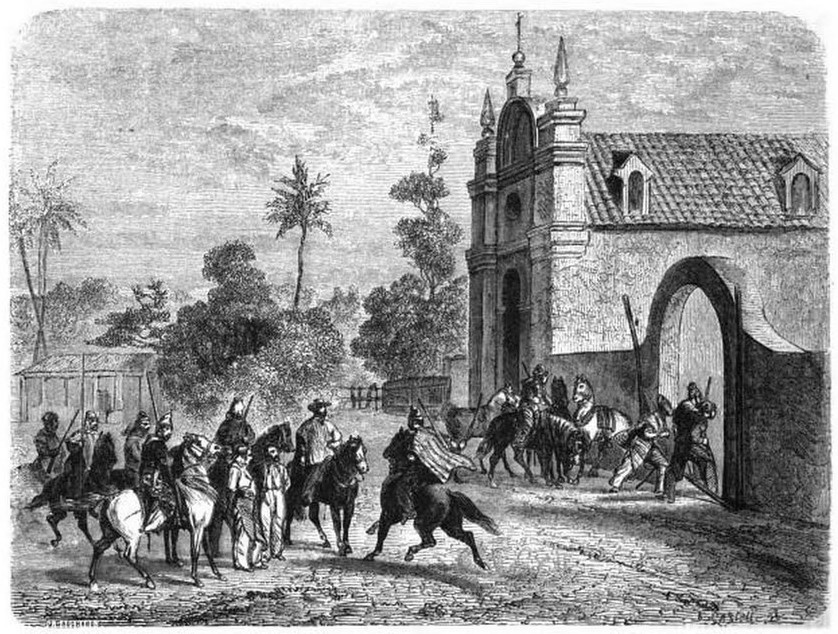
Soldats du caudillo Juan Felipe Ibarra, gravure d'Horace Castelli, Le Tour du monde, 1861.

Lina Beck-Bernard recueille les souvenirs de victimes du conflit comme Pepa López, veuve d'Estanislao López, le « grand général López » qui avait temporairement mis fin aux pillages des caudillos, probablement mort empoisonné en 1838 par les soins du dictateur portègne Juan Manuel de Rosas, et Carmelita Cullen, fille de Domingo Cullen (es), gouverneur de Santa Fe, fusillé en 1839 par ordre du même Rosas. Lina Beck-Bernard raconte la fuite de la veuve de Cullen qui, pour échapper aux hommes de Rosas, doit traverser avec ses enfants la jungle marécageuse du Paraná, infestée de « tigres » (nom local du jaguar). Un batelier génois les aide à franchir les marécages et atteindre sa goélette qui les conduit à Montevideo.
Sans être une ethnologue, Lina Beck-Bernard note beaucoup de détails du paysage et de la vie quotidienne de Santa Fe. Elle mentionne le caractère « patriarcal » de la vie familiale : il est courant que trois ou quatre générations vivent sous le même toit et comme les jeunes filles sont mariées très jeunes, il n'est pas rare de voir des grand-mères de 32 ou 33 ans. Les hommes sont souvent absents pour cause de commerce, de guerre ou des activités de l'estancia : leurs enfants, petits-enfants et neveux s'élèvent entre eux avec « beaucoup de patience et d'indulgence réciproque ».
Les Beck-Bernard jouent un rôle actif dans la société santafesine où Charles Beck est président du Club del Orden (« Club de l'ordre ») en 1860-1861.
- Santa Fe au milieu du XIXe siècle

Santa Fe au milieu du XIX
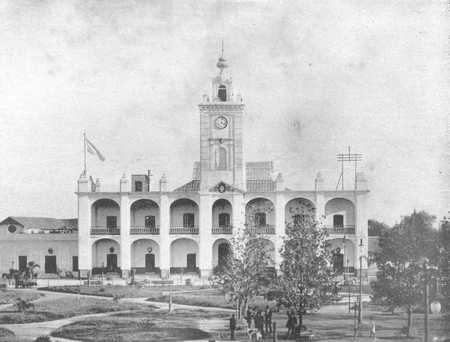
L'hôtel de ville de Santa Fe en 1876.
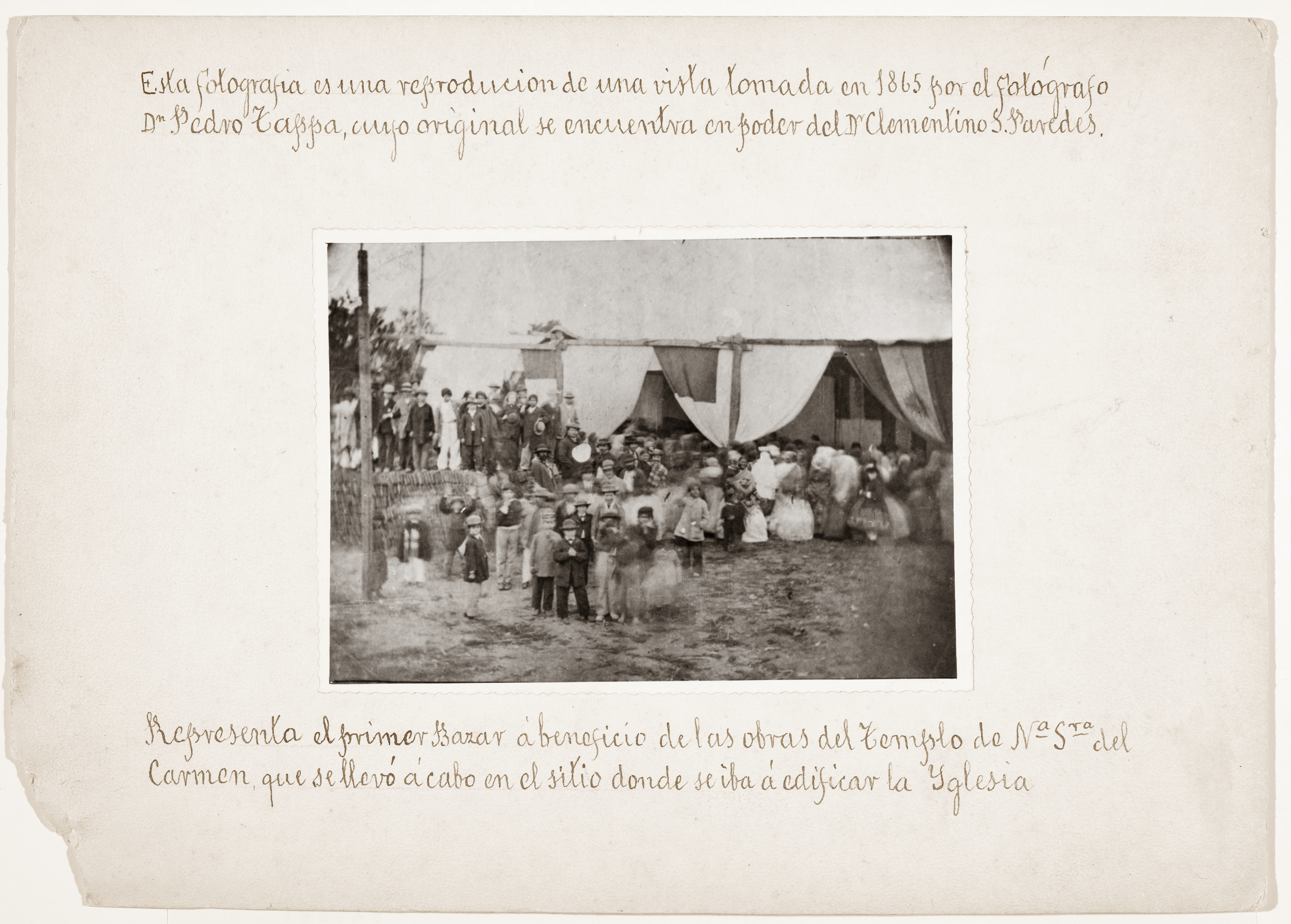
Vente de charité au profit de l'église Notre-Dame Del Carmen à Santa Fe en 1865.
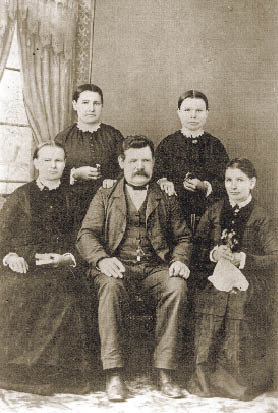
Famille de migrants du Valais à San Jerónimo Norte, province de Santa Fe, v. 1865.
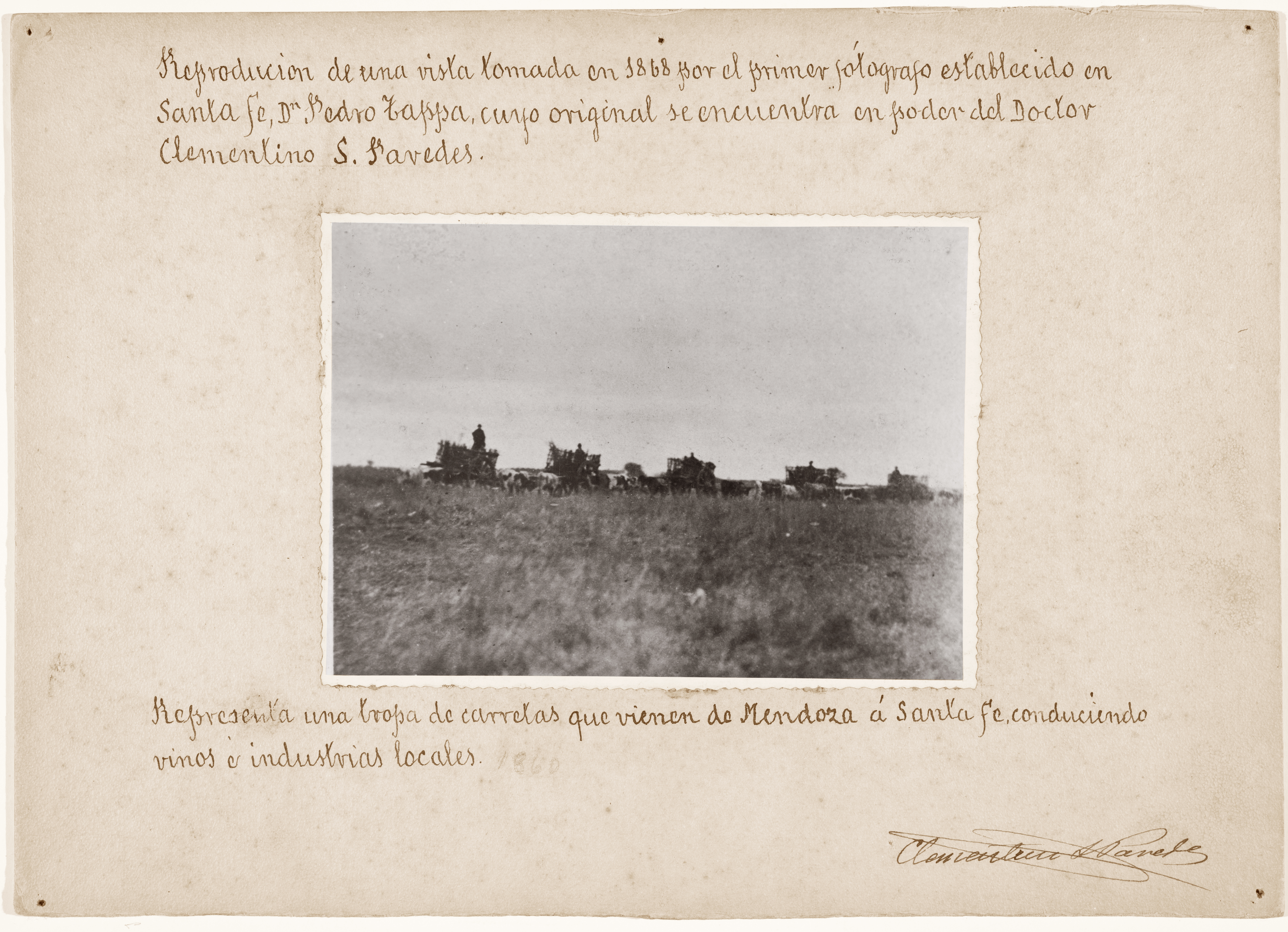
Convoi de charrettes entre Mendoza et Santa Fe en 1868.

### Retour en Europe et dernières années
La famille Beck-Bernard retourne en Europe en 1862 et s'établit à Lausanne. En 1864, Lina Beck-Bernard publie à Paris Le Río Paraná: Cinq années de séjour dans la République Argentine où elle témoigne de son expérience et celle de sa famille. En 1872, elle publie à Genève le recueil Fleurs des Pampas où elle réunit trois nouvelles inspirées par son séjour à Santa Fe : « La Estancia de Santa Rosa », « Telma » et « Frère Antonio ». Elle collabore à plusieurs journaux dont L’Esperance, organe de l'Association des femmes de Lausanne, Le Confédéré du Valais et la Revue des Deux Mondes. Elle publie des textes sur la réforme du système pénitentiaire. Elle séjourne le plus souvent en Italie. Elle meurt à Lausanne le 27 septembre 1888.

## Famille
Le couple Beck-Bernard a eu quatre filles, deux nées avant son départ pour l'Amérique du Sud et deux pendant son séjour en Argentine :
- Noemi Susana (Noémie), née en Suisse en 1854, qui épouse Constantin Stoyanesco, ingénieur à Bucarest[2]. En 1880, elle adhère à l'Union internationale des Amies de la jeune fille[10] ;
- Amelia Catalina Laura, née en Suisse en 1855, morte à Bâle en 1922 ;
- Elisabeth Fanny, née à Santa Fe en 1859, morte le 29 juillet 1874 à Saint-Gingolph (Haute-Savoie) ;
- Hélène Mathilde, née à Santa Fe en 1861, baptisée la même année à l'église protestante de San Carlos. Elle épouse Édouard Bavier, négociant en soies à Zurich[2] et représentant de sa maison comme acheteur de soie brute à Yokohama à partir de 1866[11]. Elle meurt à Lausanne en 1943[2].

## Œuvres
- Le Rio Parana : Cinq années dans la république argentine, Paris, Grassard, 1864, , traduction espagnole par José Luis Busaniche : Cinco años en la Confederación Argentina (1856-1862), 1935, rééd. 2001
- Fleurs des Pampas, Scènes et souvenirs du désert argentin, Genève, 1872
- « Système préventif pour les femmes », dans Vaucher-Crémieux, Système préventif des délits et des crimes, Lausanne, Howard-Delible, 1872 (présentation en ligne), p. 107-110